# Cryptocarya rhizophoretum
Cryptocarya rhizophoretum är en lagerväxtart som beskrevs av André Joseph Guillaume Henri Kostermans. Cryptocarya rhizophoretum ingår i släktet Cryptocarya och familjen lagerväxter. Inga underarter finns listade i Catalogue of Life.